# SoftBank 3G

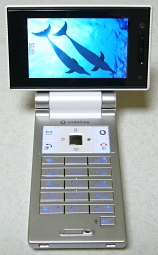
SoftBank 3Gの機種である905SH。

SoftBank 3G（ソフトバンク スリージー）は、携帯電話キャリアである、ソフトバンクがSoftBankブランドでかつて提供していた2GHz帯/900MHz帯を使用した第3世代移動通信システムサービス及びそのサービスに対応した端末を指す（かつては、1.5GHz帯も使用していた）。通称S3G。旧称はVodafone 3G (V3G)。

## 概要
もともとボーダフォン日本法人は第三世代携帯電話サービスを、日本国外との国際ローミングが可能なことを前面に出した「ボーダフォングローバルスタンダード」（Vodafone Global Standard=以下VGS）の名で2002年にスタートさせたが、加入者が伸びず、パケット定額制など新サービスを始めるのを機に2004年12月に名称をVodafone 3Gに変更した。
ボーダフォン(Vodafone日本法人)からソフトバンクモバイル(→ソフトバンク)への社名変更により、2006年10月1日に現在の名称に変更した。
2019年12月3日より、SHA-2のセキュリティ暗号化に対応せず、SHA-1までにしか対応していない端末を中心に、ネットワーク自動調整が出来なくなる等、旧来の3G対応の携帯及びスマートフォンの機種の機能の一部が使用できなくなった。これはインターネット通信のセキュリティ強化（SHA-1の利用不可）などネットワーク構成の更新・改善によって、これらの機種が対応できない為である。使用できなくなる機能として、GPS、S!メール、ワンセグ、カメラの起動、時刻自動調整などがある。

## SoftBank 3G開始の背景
従来の機種は、通信方式に日本独自のPDC方式が使われていた為、日本国外で使用する事が出来なかった。そこで、内外両方で使用できる様に、欧米をはじめとしたほとんどの国で主流となっている第2世代移動通信システム「GSM」と、NTTドコモとノキア、エリクソン、シーメンスなどヨーロッパの機器メーカーとの共同開発による第3世代移動通信システム「W-CDMA」の両通信方式に対応させたものである。
同じW-CDMA方式であるNTTドコモのFOMAに遅れること1年強経過した2002年12月20日に、「Vodafone Global Standard」（略称VGS）としてサービスが開始された。これは、FOMAより新しいW-CDMAの国際標準規格Release4（別称：Release2000）に仕様を合わせたためである。当初の予定では2001年12月に3Gサービスを予定していた。
最初に発売された3G端末は試験的な意味合いが強く、電話とショートメッセージ（短文のメール）が送受信できるのみで、販売店も限られていたが、2003年12月1日に発売されたV801SAは、「写メール」「ボーダフォンライブ！（現Yahoo!ケータイ）」などに対応した。しかし、その後発売されたV801SHともども、着うたなどの機能を前面に押し出すも、それ以外の性能がPDCハイエンド機より劣っている、使えるエリアが狭い、電池の持ち時間が短いといった初期のFOMAと同じ問題が山積みであったため、契約者数は伸び悩んでいた。
一方、国内向け機種とは別に、海外ローミング専用端末としてGSM方式のモトローラV66を安価に提供し、料金面ではグローバルコールプラン（海外使用のみであれば基本料金が非常に安い）を導入し、海外渡航者へアピールした。この施策は一定の成果をあげたが、3GサービスであるはずのVGSでGSM海外ローミングのみの利用者が増えるという矛盾もはらんでいた。
2004年12月に、「Vodafone 3G」にサービス名を変更するに伴い、メール機能やボーダフォンライブのファイルサイズ拡張などが行われた新シリーズVodafone 902、802、702シリーズを投入。合わせて、パケット定額制プラン「パケットフリー」の運用もスタート。これらにより、3Gで先行する2社への巻き返しを図った。しかし、端末を海外と共通化したことにより、ユーザインタフェースの変更、機能不足、対応サイトやコンテンツの少なさなどに対する不満の声が大きく、また致命的な不具合を抱えた機種が多かったことなどから利用者の離反を招いた。
2005年後半からは、上記の欠点を克服した新機種の投入や、各種定額制サービスの導入により、再度の巻き返しを図った。
2005年7月25日から、MVNOによる法人向けVPNアクセス回線限定ながら、Vodafone 3G回線を利用した定額料金でのPC等外部接続が日本通信より提供開始された。
Vodafone 時代は、主力サービスであるはずの3Gユーザー数増加は遅れていた。しかしVodafoneからソフトバンクとなり様々なサービスを打ち出したことに加え、2007年度いっぱいで2Gの新規契約受付を終了したこと、MNPでの他社からソフトバンクへの転入は3Gに限って認める等の3G誘導策を強化したことにより、2Gから3Gへの移行が順調に進むようになった。2007年8月に契約者数が1,000万件を突破し、2009年2月末の段階では全ソフトバンクモバイルユーザーに占める割合も全体の9割近くに達した。
そして2008年7月3日の報道向け発表で2010年4月以降3Gとそれ以降の世代のサービスに一本化することを明らかにし、実施された。

## 特徴
SoftBank 3Gは携帯電話通信方式の世界標準のひとつであるW-CDMAを採用した携帯電話端末であり、SoftBank 6-2などのPDC方式の端末と比較して以下の特徴がある。
- 国際ローミングに対応している。多くの端末が旧規格の世界標準であるGSM方式に対応するためW-CDMAが普及していない国でも使用可能である
- 高速なデータ通信が可能である
  - 着うたフル、S!アプリなどの大容量のデータをダウンロードできる
  - さらに高速な3G ハイスピードに対応する端末がある
- パケット定額制に対応している

SoftBank 3G（前身のVodafone 3Gを含む）の端末はハイエンドの9シリーズ、ミドルレンジの8シリーズ、ローエンドの7シリーズ、スマートフォンのXシリーズ、データ通信端末のCシリーズに分けられている。このシリーズ名は端末型番の数字部分の100の位を示す。2007年以降、7シリーズは縮小され、新機種は9シリーズや8シリーズに絞られている（なお、7シリーズは2008年冬モデルより新たにプリモバイル用端末の位置づけとなり、専用端末として最小限の機能に抑えた730SCが発売された）。
ソフトバンクモバイルにブランド変更して以降、社長である孫正義が薄型端末に力を入れると宣言し、2006年冬モデルの708SCはW-CDMA通信方式の携帯電話では世界最薄であった。また、これ以降の端末は発表時期ごとにひとつのコンセプトにまとめて発表されている（2008年冬モデルは「Touch」をキーワードとし、タッチパネルを搭載したハイエンド端末の931SH、930SC、X04HT、X05HTを発表した）。
3G端末を回線契約と関係づけるためにUSIMカードを使用するが、ソフトバンク専用のSoftBank 3G USIMカードのみ利用可能となっている。他のキャリアと同じく、SoftBank 3G端末にSIMロックがかかっている為、他のキャリアのSIMカード（ドコモUIMカードなどはもちろんのこと、自社のサービスとなったEM chipや自ブランドのSoftBank スマートフォン向けUSIMカードなど他用途のものも利用不可）は使用できない(2015年発売のSoftBank 401PM以降に発売されたSoftBank 3Gは解除可能)。また、SoftBankはアクセスポイントを公開していないため、SoftBank 3G以外のW-CDMA端末（ノキアのスタンダードバージョンなど）ではウェブ（Yahoo!ケータイ対応コンテンツ）やMMSを利用できない。
SoftBank 3GのYahoo!ケータイのコンテンツ記述言語は、従来のMMLではなく、XHTMLベースのWAP 2.0に準拠している。
また、日本国内の他キャリアに比べ、Bluetoothに標準で対応した端末が多い反面、他キャリアのハイエンドモデルではほぼ標準搭載となっているGPSが搭載されていないハイエンド端末が少なからずある。
ボーダフォン子会社時代の2004年から発売された902/802/702シリーズでは、操作性とユーザインタフェース (UI) が全機種ほぼ統一されていた。ボーダフォンの国際統一展開戦略と西欧流の考え方のUIを反映しての措置であるが、従来のメーカーごとに操作体系が統一されていた日本流の考え方のUIが便利で使いやすいとの不評の声も一部にあった。特に一部の機種（902SH、802SHなど）では、MMS（Vメール、現在のS!メール）を受信した際の受信日時が、相手側がメールサーバーに送った時刻ではなく、自機で受信した日時が表示される設計になっており、圏外から回復したユーザーを混乱させる原因となっていた。
この反省から、2005年の903/703シリーズ以降のSoftBank 3G機種（902T含む）では、日本式のUIを再現しているが、ブランド変更を経た現在でもかつての日本式UIと違う点は残っている。
従来のボーダフォン2G機種の機能であり、旧J-フォン時代からの特色ある機能だった「ステーション」や「スカイメール」が利用できないことに不満を持つユーザも少なくない（現在はSMSとスカイメール相互のやり取りが可能になり、またステーション類似サービスとしてS!速報ニュース、S!情報チャンネルが提供されている）。
なお、Xシリーズを除き、公式コンテンツ以外（勝手サイトと通称される）でのトランザクションあたりの送受信容量は300KBに制限されており、同じく公式コンテンツ以外のストリーミングコンテンツにも対応していない。

## 国際ローミング
SoftBank 3Gの利用者は国際ローミングサービスの利用でローミングアウトし、他国の提携事業者網でSoftBank 3G 端末を使うことができる。その反対にボーダフォンなど他国提携事業者の契約者は SoftBank 3G 網へローミングインして携帯電話機（W-CDMA対応端末）を利用できる。日本国内の他キャリアでは、同じW-CDMA方式の通信技術を採用したNTTドコモのFOMAがローミングアウト、ローミングイン共に同様のサービスを提供している。
SoftBank 3Gの端末は、一部機種を除き、GSM方式（GSM 900/1800:北米以外、GSM 1900:北米）にも対応しているため、GSM方式を採用している国での国際ローミングを利用できる。（初期の一部の端末はGSM1900には対応しておらず、SoftBank 705NKは、さらにGSM850MHzにも対応するクワッドバンド/W-CDMA・デュアルモードとして利用可能である）
ただし、国際ローミングで利用中の場合には、日本と異なり着信にも通話料がかかる。
なお、GSM方式を採用していない韓国でも、2005年6月7日からSKテレコムと提携し同社のW-CDMA網にローミングして、SoftBank 3Gの携帯を使用することができるようになった。

## サービス終了へ
LTEの普及により、2024年1月下旬に3Gサービスを終了することが2019年12月6日に発表された。3Gで契約可能な通常契約（シンプルスタイルや特殊端末以外の契約）の料金プランはスマ放題が同年9月12日に新規受付を終了したのを最後に消滅し、事実上同日をもって3Gサービス自体の新規受付も終了となった。シンプルスタイルや特殊端末の各専用プランも同年11月12日に新規受付を終了している。具体的な終了日（停波日）は2024年1月31日と、2022年11月14日に発表された。しかし、2024年1月1日の能登半島地震の影響により4G／5Gサービスへの移行手続きが困難になっている状況を踏まえ、3Gサービスの終了を2024年4月15日（被害が大きい石川県では、契約者住所が石川県にある場合に限り同年7月31日）へと延期される事となった。
そして、予告通り石川県以外では2024年4月15日に、石川県でも同年7月31日にサービスを終了し、22年の歴史に幕を下ろした。

## 課金体系

### 料金プラン

#### 旧料金プラン（ボーダフォン時代）
ボーダフォン時代からの料金プランであり、現在は契約の受付を終了している。
- バリューパックプレミア 20,000円（税込21,000円）：無料通信17,000円
- バリューパックプラチナ 145,00円（税込15,225円）：無料通信10,000円
- バリューパックゴールド 9,800円（税込10,290円）：無料通信 6,000円
- バリューパックシルバー 5,900円（税込 6,195円）：無料通信 3,000円
- バリューパック 3,900円（税込 4,095円）：無料通信 2,000円
- ライトコールパック 3,500円（税込 3,675円）：無料通信 1,000円
- グローバルコールプラン 600円(税込　630円) ： 国内利用がない月 国内利用があった月：3,500円(税込 3,675円)

#### データバリューパック
データ通信専用の契約プラン。ボーダフォン時代からの料金プランであるが、2019年9月12日まで新規契約できた。
定額ではないものの、日本国内の携帯電話網による従量制のデータ通信プランとしては、多量のデータを扱う場合においては
コストパフォーマンスが高いとする評価がある。
データカード端末VC701SIやC01SIでの利用を想定しているが、USIMを挿し替えることで音声端末での利用も可能。
- パケット通信の対応ISPは ODN のみだが、追加の利用料金なしでソフトバンクの提供する「アクセスインターネット」接続が可能。
  - S!ベーシックパックなどのオプション契約も不要（そもそも、オプションを付けられない）。
- 回線交換データ通信（64kデジタルデータ通信）の場合は最大64kbps、接続時間単位での課金。課金額はプランにより異なる。
  - ただし、64kデジタルデータ通信でアクセスインターネット接続を利用した場合は、その通信単価は下表の1.8倍になる。
- 音声通話・メール・Yahoo!ケータイの利用不可。
- TVコールは利用可能（TVコールは回線交換データ通信扱いであるため）。FOMA など他社の TV電話サービスとも通話可能。
- 割引オプションは、データバリューパック専用の一年割引または二年割引がある（基本料金の割引）。
- 無料通信分の繰り越しはない。

| 料金プラン名                   | 最大通信速度（理論値)                                        | 最大通信速度（理論値)          | 月額基本料金（税込） | 月額基本料金（税込） | 月額基本料金（税込） | 無料通信分 | 単価             | 単価                  | 備考                                                                       |
| 料金プラン名                   | 下り                                                         | 上り                           | 割引なし             | 一年割引             | 二年割引             | 無料通信分 | パケット         | 64kデジタルデータ通信 | 備考                                                                       |
| ------------------------------ | ------------------------------------------------------------ | ------------------------------ | -------------------- | -------------------- | -------------------- | ---------- | ---------------- | --------------------- | -------------------------------------------------------------------------- |
| データバリューパックスーパー   | 7.2Mbps または 3.6Mbps または 1.8Mbps （パケット方式の場合） | 384kbps （パケット方式の場合） | 11,130円             | 9,460円              | 8,347円              | 44,100円分 | 0.0126円/packet  | 42円/分               | HSDPA 未対応エリア・HSDPA非対応端末では最大384kbps（下り）・64kbps（上り） |
| データバリューパックミドル     | 7.2Mbps または 3.6Mbps または 1.8Mbps （パケット方式の場合） | 384kbps （パケット方式の場合） | 8,400円              | 7,140円              | 6,300円              | 23,625円分 | 0.01575円/packet | 63円/分               | HSDPA 未対応エリア・HSDPA非対応端末では最大384kbps（下り）・64kbps（上り） |
| データバリューパックレギュラー | 7.2Mbps または 3.6Mbps または 1.8Mbps （パケット方式の場合） | 384kbps （パケット方式の場合） | 6,090円              | 5,176円              | 4,567円              | 8,400円分  | 0.02625円/packet | 84円/分               | HSDPA 未対応エリア・HSDPA非対応端末では最大384kbps（下り）・64kbps（上り） |

#### 新料金プラン（ソフトバンク時代）
2006年10月26日より、オレンジプラン・ブループランが用意された。au（オレンジプラン）とNTTドコモ（ブループラン/ブループラン・バリュー）の料金プランよりも200円安くした3つのプランが用意された。
詳細はオレンジプラン・ブループランを参照。

##### オレンジプラン
- LLプラン 14,800円（税込15,540円）：無料通信12,000円
- Lプラン 9,300円（税込 9,765円）：無料通信 6,300円
- Mプラン 6,400円（税込 6,720円）：無料通信 4,050円
- Sプラン 4,500円（税込 4,725円）：無料通信 2,000円
- SSプラン 3,400円（税込 3,570円）：無料通信 1,000円
- デイタイムL 9,300円（税込 9,765円）：無料通信 5,200円
- デイタイムS 3,800円（税込 3,990円）：無料通信なし
- キッズ・シニアプラン 3,200円（税込 3,360円）：無料通信なし

##### シンプルオレンジ
新スーパーボーナス加入と同時に申込み可能。ただし月月割は適用されない。
- シンプルオレンジL 2,310円（税込2,425円）：無料通信なし
- シンプルオレンジS 810円（税込 850円）：無料通信なし
- シンプルオレンジE 税込み1,560円：無料通信なし、「新・自分割引」適用可能

##### ブループラン
- LLプラン 14,400円（税込15,540円）：無料通信11,000円
- Lプラン 9,400円（税込 9,765円）：無料通信 6,000円
- Mプラン 6,400円（税込 6,720円）：無料通信 4,000円
- Sプラン 4,400円（税込 4,620円）：無料通信 2,000円
- SSプラン 3,400円（税込 3,570円）：無料通信 1,000円
- キッズ・シニアプラン 2,800円（税込 2,940円）：無料通信なし（基本使用料2,940円は一年割引に加入した場合の金額）

ブループラン・バリューは新スーパーボーナスの加入と同時に申込み可能で、上記の基本使用料より税込1,680円割引される。ただし月月割は適用されない。

##### ゴールドプラン
ゴールドプラン
9600円（税込み）：音声通話定額プラン

##### ホワイトプラン
ホワイトプラン
980円（税込み）：音声通話定額プラン

##### スマ放題
スマ放題
通話し放題プラン（3Gケータイ）（ソフトバンク3G携帯電話）2,200円または(3,700円)（基本料金）：音声通話定額プラン

#### パケット通信料
料金プランについてはPDCでも利用できるため、ここでは3Gで適用されるパケット通信料についてのみまとめる。詳細はそれぞれのページを参照のこと。
- 各種割引サービスに加入していない場合
ブループラン・ホワイトプラン・ゴールドプラン・旧プラン: 0.21円/パケット
オレンジプラン： 0.105円/パケット
スマ放題： 0.08円/パケット
- 割引サービス
  - 新プランのみに提供の割引サービス
パケットし放題: 0.084円/パケット（定額対象外通信は通常料金）
パケットし放題S: 0.105円/パケット（定額対象外通信は通常料金）
パケットし放題フラット:（定額対象外通信は通常料金）
  - オレンジプランにのみ提供の割引サービス
パケット定額: 0.0525円/パケット（定額対象外通信もパケット単価は同額）
パケット定額ライト: 0.084円/パケット（定額対象外通信もパケット単価は同額）
  - ブループラン、ブループラン・バリューのみに提供の割引サービス
パケット定額: （定額対象外通信は0.021円/パケット）
パケット割引10: 0.105円/パケット
パケット割引30: 0.0525円/パケット
パケット割引60: 0.021円/パケット
パケット割引90: 0.01575円/パケット
  - 旧プランにのみ提供の割引サービス
ハッピーパケットレギュラー: 0.0735円/パケット
デュアルパケット定額: 0.0525円/パケット（定額対象外通信は通常料金）
ハッピーパケットスーパー: 0.042円/パケット

- 定額サービスの定額料
  - 定額サービスの上限
デュアルパケット定額・パケット定額（ブループラン、ブループラン・バリュー）: 4,095円
パケットし放題・パケットし放題S・パケットし放題フラット・パケット定額・パケット定額ライト: 4,410円
  - 定額サービスの下限
パケットし放題S: 390円
パケットし放題: 1,029円
パケット定額ライト・デュアルパケット定額: 1,050円
パケット定額（オレンジプラン）: 2,100円
パケット定額（ブループラン、ブループラン・バリュー）: 4,095円
パケットし放題フラット: 4,410円
データ定額パック（3Gケータイ）使い放題 3,500円

新プランは「ホワイトプラン」「オレンジプラン」「ブループラン」「ブループラン・バリュー」「ゴールドプラン」「スマ放題」。旧プランはボーダフォン時代から提供されている料金プラン。また、料金は全て税込みまたは税抜きの価格。現在はホワイトプランが主になっているが、2015年時点での3Gでの新規契約は、スマ放題加入を前提とした端末代金および月々割の設定がなされている。

## 電波状況
2GHz帯、1.5GHz帯を使用する。
従来のPDCとは互換性がないため、サービス開始当初（2002年12月20日）は、首都圏（国道16号線内）および全国主要都市(計865市区町村)に限られていた上、サービスエリア内でも電波状況が悪く、当時のVGSの宣伝文句から「世界で使えて自宅が圏外」などと揶揄する声もあった。
ボーダフォンはエリア拡大を最優先とするため、PDCの基地局に併設する形で基地局を設置し、一時はW-CDMAで先行したFOMAより多い基地局、高い人口カバー率を誇っていた。
しかし、FOMAと同様に直進性の高い2GHz帯を使用しており、屋内や地下などでの電波状況は芳しくなく不満の声は今も多い。そのため、2005年2月よりネットワーク構築プロジェクト「B3P(バリ3プラン)」がスタートし、サービスエリア拡大やサービスエリア内の通信品質向上を続けている。
既にソフトバンクモバイルの2Gは、基地局の新規設置及びサービスは停止していることから、場所によっては2Gより良い場合もある。2006年3月現在の3Gの人口カバー率は99.93%となり、PDCの99.9%を上回った。
2012年7月25日にソフトバンクモバイルが新規に獲得した900MHz帯の一部を利用し、ドコモのFOMAプラスエリアに類似したサービスである「プラチナバンド」を開始した。なお、プラチナバンドはFOMAプラスエリアが開始された事で電波品質が向上したドコモと同様に電波品質の向上を目的にサービスが行われている。

## 基地局数
2006年5月10日、ソフトバンク2006年3月期決算説明会において「4つのコミットメント」のひとつとして、2006年度末までに3G基地局を現状の21,000局（2006年3月）から2倍以上となる46,000局まで増やす目標が発表された。この目標はドコモが06年度末に目指していた基地局数45,000局を超えることを意図していた。しかし、ドコモが2006年度末に、基地局数46,000局を達成する一方で、ソフトバンクは2006年11月に数ヶ月遅れる見込みであることを公表し、「46,000局達成」宣言は2007年8月にずれ込んだ。
その後、2007年11月26日、孫社長は記者団に対して、3G基地局数を来年度中に5万数千の上の方にしたいと語った。
なお、2007年7月以降にソフトバンクが公表する基地局数は、総務省総合通信基盤局の「無線局情報検索」より得られる基地局免許数を集計した結果と大きく異なっている。
このことから、ソフトバンクによる「基地局」の定義の変遷を巡って論議を呼んでいた。ところが、2008年3月19日付けの、ソフトバンクモバイル副社長、松本徹三のブログにおいて、ソフトバンクの「基地局数」は中継局を含んでおり、「この数をドコモの基地局数と比べることは全くナンセンスです。」と言明され、議論に決着が付いた。なお、宮川潤一CTOも、日経トレンディネット2008年4月24日付けインタビュー記事、「本音を聞き出せ！ 石川温のケータイ“ここだけ”の話」において同趣旨の発言をしている。
2010年3月28日、「電波改善宣言」を発表し、以前にも増してサービスエリアの拡充の姿勢を見せている。
| 年月       | 基地局免許数 | 締め日 | ソフトバンク公表の基地局数             | 締め日 |
| ---------- | ------------ | ------ | -------------------------------------- | ------ |
| 2006年6月  | 23,526       | 6/24   | 22,771                                 | 6/30   |
| 2006年9月  | 24,435       | 9/30   | 24,539                                 | 9/30   |
| 2007年2月  | 26,928       | 2/3    | 26,200                                 | 2/8    |
| 2007年3月  | 29,911       | 3/31   | 29,409                                 | 3/31   |
| 2007年4月  | 30,677       | 4/28   | 約31,000                               | 4/30   |
|            |              |        | ソフトバンク公表の基地局数(中継局含む) |        |
| 2007年7月  | 32,346       | 7/7    | 約42,000                               | 7/2    |
| 2007年8月  | 33,032       | 8/4    | 46,000                                 | 8/1    |
| 2007年9月  | 34,363       | 9/29   | 47,439                                 | 9/30   |
| 2007年12月 | 36,781       | 12/20  | 49,296                                 | 12/31  |
| 2008年3月  | 35,695       | 3/29   | 51,320                                 | 3/31   |
| 2008年7月  | 35,950       | 7/19   | 53,000(うち屋外35,000、屋内18,000)     | 7月    |
| 2008年10月 | 36,434       | 10/25  | 54,300                                 | 10月   |
| 2009年4月  | 37,643       | 4/4    | 58,000                                 | 4月    |
| 2010年3月  | 40,034       | 4/3    | 約60,000                               | 3月末  |

## 3G ハイスピード
2006年10月14日よりサービスを開始。HSDPAとHSUPAを利用した最大受信14.4Mbps、送信5.76Mbpsのデータ通信サービス。
詳細は3G ハイスピードを参照

## 端末一覧
ソフトバンクの端末一覧を参照。

## サービス一覧

### TVコール
いわゆるテレビ電話。VGS初期の一部機種を除くほとんどの機種で利用可能（ただし702NK、803T、705T、912T、920SH、923SHは自分撮り用カメラを持たないため不向き。また、813SH、813SH for Bizではカメラを持たないため、利用できない）。FOMAやau（2006年12月サービス開始）、海外事業者のW-CDMA端末とも相互に通話が可能。

### 世界対応ケータイ
世界対応ケータイは国内専用機種以外なら、海外でも番号を変えずに利用可能。2007年9月3日現在、通話は177の国や地域、SMSは177の国や地域、MMS・ウェブは106の国や地域、モバイルデータ通信は104の国や地域、TVコール（テレビ電話）は34の国や地域でローミングが可能となっている。
なお、GSMについて現在発売されているほとんどの端末はトライバンド（900/1800/1900MHz帯）に対応しているのみであるために、GSM850MHz帯のエリアで利用する場合は705NKのような、クワッドバンド（850/900/1800/1900MHz帯）に対応した端末が必要。
ローミングサービスが提供された当初に発売されたV-N701やNokia 6650（V-NM701）では、GSMについてデュアルモード（900/1800MHz帯）に対応するのみであった。
以前から一部機種は日本国内専用（国際ローミング非対応）であったが、2007年以降はその数が多めになっている（主に東芝製端末、ワンセグ対応機種など）。また2008年夏モデルから、W-CDMA ローミングのみ対応（GSMは非対応）の音声端末も登場している。2009年夏モデルより、ノキアおよびXシリーズ以外でGSM850MHzおよびUMTS850MHz対応の端末が一部登場している（ただし、3Gローミングのみ対応の端末は、UMTS850/1900MHzのいずれにも非対応）。

### S!GPSナビ
S!GPSナビは、端末にGPSを内蔵し、目的地までの道案内を行うサービス。2005年10月に初の対応機種903Tを発売し、サービスが開始された。

対応機種・対応エリアなら海外でも利用できる。
なお、総務省が策定した「緊急通報位置通知」機能は、904T以降から対応している。

### S!FeliCa
S!FeliCaは、非接触型ICカード規格であるFeliCaICチップを携帯電話に内蔵したものであり、そのサービス名称。ICチップを搭載した携帯電話をドコモやauと同様に「おサイフケータイ」（おサイフケータイはNTTドコモの登録商標）と呼ぶ。2005年11月に703SHfを発売してサービスが開始した。

### 絵文字自動変換
他社携帯電話に送信したメールの絵文字を、ソフトバンクのサーバーで他社の絵文字に自動変換してくれるサービス。特別な操作や申し込みはなく、ソフトバンクユーザー同士でメールをやりとりする感覚で絵文字を送信できる。全ての絵文字には対応せず、他社に該当する絵文字が無い場合は、文字または「〓」と表示される。802SE、VGS端末は未対応。

### メールアート・デコレメール
「メールアート」は、V3Gの一部機種に搭載された機能。文字の色やサイズ、背景色を変えたり画像やメロディを挿入するなど、メールで多彩なアレンジを楽しめる。3G以外のV6、V5、V4、V3シリーズおよび他社携帯電話で受信した場合は、添付ファイル扱いとなる。
SoftBank91X、81Xシリーズより自由度の高まった「デコレメール（旧称：アレンジメール）」という機能が実装されている。

### デルモジ表示
デルモジ表示は受信メールの中に含まれる絵文字や顔文字に反応し、3Dアニメーションで表示する機能。他社携帯電話や、PCから送られたメールでも利用可能。

### S!電話帳バックアップ
S!電話帳バックアップは端末内の電話帳データを専用ネットワークサーバにバックアップしたり端末に書き戻したりする機能。利用料は月額105円で、端末とサーバ間での電話帳データの送受信は対応機種のみ利用可能。迷惑メール対策への利用（電話帳をホワイトリストとして扱う）やパソコンのWebブラウザからサーバ内の電話帳情報を編集することもできる。
海外利用での注意点
S!電話帳バックアップは国際ローミング中は利用ができない。しかし利用できないにもかかわらず、通信だけは走ってしまいパケット代は発生してしまう。そのため海外渡航時には、本サービスを止めておく必要がある。

### S!番組プレイヤー
S!番組プレイヤー

### S!速報ニュース
S!速報ニュース（旧ライブモニター）はリアルタイムでニュースなどの情報を画面にテロップで表示する。情報料は無料だが、パケット料金は発生する。対応機種はSoftBank91Xシリーズ、81Xシリーズ(除く812T)。

### S!一斉トーク
S!一斉トーク（旧サークルトーク）はトランシーバー感覚で話すことができるサービス。なお、最大11人まで可能。2007年3月現在は試験サービスで無料であったが、2007年9月以降は月額210円(税込)の利用料がかかる。対応機種は811T、812SH、813T、813SH、910SH、911T、911SH、814SH、815SH、912SH、913SH。

### S!アプリ（メガアプリ）
S!アプリは1MBの大容量ゲーム等ができるが、SoftBank 6-2とは実行環境が変わった為、一部の下位アプリを利用する事ができなくなっている。804SH、904SH、FULLFACE2、923SH及び930SH、931SHは6軸モーションコントロールセンサーに対応。

### ワンセグ
PDC時代にはテレビ搭載機を出していたが、ワンセグ対応機では後発。S3Gの対応機種でのみ利用可能。通信料はかからない。なお、一時期ワンセグ対応機の多くはその代償として国際ローミングができなくなっていた。(920SH、922SH、920P、820SC及び2008年夏モデル以降は国際ローミング対応)

### 顔認証
対応機種で利用可能。但しこれは端末のキーロックに対する機能であり、ICカードのロック機能はこれとは別である。

### ちかチャット
ちかチャットはBluetoothを利用してチャットができるプリインストールS!アプリ。

### PCサイトブラウザ
705NKにも搭載されているが、この機種のPCサイトブラウザはパケットし放題などの
パケット定額制の対象外。

### S!情報チャンネル
S!情報チャンネルはS!CAST対応機種およびS!情報チャンネル対応機で利用できる。
夜間〜早朝にニュースコンテンツを配信。また、お天気アイコン対応機種では待受画面にお天気アイコンが表示できる
（天気情報は一日2回の配信）。

### ダブルナンバー
ダブルナンバーは2つの電話番号とメールアドレスが使えるサービス。NTTドコモの2in1に相当するが、Bモード（同じ端末で使用できる2つ目の回線）で使用するメールなどの操作がAモードと異なる2in1に対し、後発であるダブルナンバーはBモードで使用する機能をAモードと同様に操作できるよう改良されている（ドコモの2009年夏シリーズ端末の対応機種ではソフトバンク同様の利用法に改良済み）。ただし、ダブルナンバーは対応機種が一部メーカーのハイエンド端末に限定されている。（831SH、923SH、930SH、931SH、932SH）

### 着デコ
着デコ

### あんしん保証パック
携帯本体の補償サービス。あんしん保証パックを参照。

## かつてあった主なサービス

### S!CAST
S!CASTは雑誌感覚で読める最大1Mバイトの大容量コンテンツを、夜間（深夜2時〜朝7時）に配信。2007年9月28日付けで廃止。パケット通信料を含め、利用料は月額315円。またお天気アイコンが利用できる。対応機種は904T、804N、904SH、905SH、705SH、705T(この6機種はお天気アイコン非対応)。その他、SoftBank91Xシリーズ、81Xシリーズ(除く812T)、705N、706N。 後継は、S!情報チャンネル。

### S!ケータイ動画
S!ケータイ動画は大容量コンテンツをパソコンから外部メモリにダウンロードし、携帯電話で認証キーの発行を受けることでコンテンツ再生が可能なサービス。2007年9月30日付けで廃止。802N、703N、812T、VGS端末は未対応。

### S!タウン
S!タウンは架空の街でコミュニケーションが楽しめるサービス。2009年9月30日まで提供。

### 周辺エリア情報
周辺エリア情報は現在地周辺の公共交通機関、金融機関、飲食店等を検索できるサービス。2008年3月31日付けで廃止。

### ソフトバンクワイヤレスアシスタント
ソフトバンクワイヤレスアシスタントはPCで管理しているメール・予定表・アドレス帳等を端末で自動受信できるサービス。2008年10月31日付けで廃止。対応機種は、904T、804NK/Nokia N71、803T、705NK/Nokia N73、702NKII/Nokia 6680

### ソフトバンクアフターサービス
月額315円。ソフトバンクアフターサービスは2006年10月25日付けで受付終了。後継は、スーパー安心パック。
1. UPグレード割引
2. SAFETYリレーサービス
3. WIDEメンテナンスサービス
  - 外装破損時の外装交換費用の90%割引
  - 外装破損時の外装交換費用が半年に一度90%割引(2007年8月1日改訂)
4. 毎月140円相当のポイントプレゼント

詳細はソフトバンクアフターサービスを参照

### スーパー安心パック
月額498円。スーパー安心パックは2007年9月30日付けで受付終了。後継は、あんしん保証パック。
1. UPグレード割引
2. SAFETYリレーサービス
3. WIDEメンテナンスサービス
  - 外装破損時の外装交換費用が無料
  - 外装破損時の外装交換費用が半年に一度無料(2007年8月1日改訂)
  - 外装破損時の外装交換費用の80%割引（2007年11月1日改訂）2008年8月7日付けで、周知不十分として撤回。この間、外装交換を有料で行った契約ユーザーに返金。2008年10月までは契約ユーザーの外装交換が無料になる。
4. 毎月105円相当のポイントをプレゼント
5. 電池パック無料サービス
6. 解除後、半年は再入会不可。

詳細はスーパー安心パックを参照

### Yahoo! mocoa
Yahoo! mocoaはYahoo!メールとYahoo!メッセンジャーが一つになったアプリ。